# Porte-parole du gouvernement
Un porte-parole de gouvernement est une personne dont la fonction est celle de porte-parole pour le compte d'un gouvernement, ce qui consiste à exprimer à la presse, et donc à l'opinion publique, la position et l'opinion de ce gouvernement sur certains sujets — les plus sensibles étant réservés au chef du gouvernement — et à retranscrire la teneur des réunions gouvernementales. Le titulaire n'est pas systématiquement membre du gouvernement mais, lorsqu'il l'est, ce n'est pas toujours sa fonction spécifique.

## Quelques exemples
- Gouvernement de l'Allemagne : Steffen Seibert, secrétaire d'État auprès du chancelier fédéral, chef de l'office de presse et d'information, porte-parole du gouvernement fédéral.
- Gouvernement de la Côte d'Ivoire : Amadou Coulibaly, ministre de la Communication et de l'Économie numérique, porte-parole du gouvernement.
- Gouvernement de l'Espagne : Pilar Alegría, ministre de l'Éducation, de la Formation professionnelle et des Sports, porte-parole du gouvernement.
- Gouvernement de la république du Congo : Thierry Moungalla, ministre de la Communication et des Médias, porte-parole du gouvernement.
- Gouvernement de la France : Sophie Primas, porte-parole du gouvernement.
- Gouvernement de la Guinée : Ousmane Gaoual Diallo, ministre de l'Urbanisme, de l'habitat et de l'Aménagement du territoire, porte-parole du gouvernement.
- Gouvernement de la Pologne : Agnieszka Liszka, porte-parole du gouvernement dans la chancellerie du président du Conseil des ministres.
- Gouvernement de la Tunisie : Nasreddine Nsibi, ministre de la Formation professionnelle et de l'Emploi, porte-parole du gouvernement.